# Indywidualne Mistrzostwa Polski na Żużlu 2007

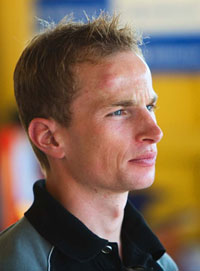
Rune Holta w 2007 zdobył swój drugi tytuł najlepszego polskiego żużlowca.

Indywidualne Mistrzostwa Polski 2007 (IMP) – 64. edycja corocznego turnieju, mającego wyłonić najlepszych polskich żużlowców. W sezonie 2007 IMP składają się z 4 ćwierćfinałów, 2 półfinałów i finału. Najlepsi zawodnicy z poprzedniego sezonu są rozstawieni od półfinałów.
Tytułu mistrza Polski bronił Tomasz Gollob, srebrnego medalu Wiesław Jaguś, a brązowego Sebastian Ułamek.

## Terminarz
| Data / wyniki    | Miejsce      |
| Ćwierćfinały     | Ćwierćfinały |
| ---------------- | ------------ |
| 20 czerwca 2007  | Gdańsk       |
| 20 czerwca 2007  | Krosno       |
| 20 czerwca 2007  | Łódź         |
| 20 czerwca 2007  | Ostrów Wlkp. |
| Półfinały        |              |
| 8 sierpnia 2007  | Rybnik       |
| 8 sierpnia 2007  | Zielona Góra |
| Finał            |              |
| 15 sierpnia 2007 | Wrocław      |

## Ćwierćfinały

### Gdańsk (1)
- 20 czerwca 2007 (19:00) - Gdańsk

Lista startowa:
1. Robert Kościecha (Unibax Toruń)
2. Karol Ząbik (Unibax Toruń)
3. Piotr Świderski (ZKŻ Kronopol Zielona Góra)
4. Zbigniew Suchecki (ZKŻ Kronopol Zielona Góra)
5. Tomasz Chrzanowski (GKŻ Lotos Gdańsk)
6. Artur Pietrzyk (GKŻ Lotos Gdańsk)
7. Grzegorz Knapp (GKŻ Lotos Gdańsk)
8. Grzegorz Kłopot (PSŻ Milion Team Poznań)
9. Artur Mroczka (GTŻ Grudziądz)
10. Mariusz Franków (TŻ Sipma Lublin)
11. Kamil Brzozowski (GTŻ Grudziądz)
12. Rafał Kowalski (Kolejarz Rawicz)
13. Krzysztof Buczkowski (Polonia Bydgoszcz)
14. Krystian Klecha (Polonia Bydgoszcz)
15. Robert Miśkowiak (Unia Leszno)
16. Krzysztof Słaboń (Atlas Wrocław)
17. (R1) Maciej Jąder (KSM Krosno)
18. (R2) Marcel Kajzer (Kolejarz Rawicz)

Do półfinału w Rybniku awansuje 6 zawodników + 2 zawodników rezerwowych oraz rozstawieni po ubiegłorocznym finale Rune Holta (Unia Tarnów) i Sebastian Ułamek (Złomrex Włókniarz Częstochowa).
| Klasyfikacja końcowa: 1. Tomasz Chrzanowski (GKŻ Lotos Gdańsk) (3,3,3,3,3) 15 2. Artur Pietrzyk (GKŻ Lotos Gdańsk) (1,3,3,3,2) 12 3. Karol Ząbik (Unibax Toruń) (3,1,2,3,3) 12 4. Piotr Świderski (ZKŻ Kronopol Zielona Góra) (1,3,3,1,3) 11 5. Krystian Klecha (Polonia Bydgoszcz) (3,2,2,3,1) 11 6. Grzegorz Knapp (GKŻ Lotos Gdańsk) (2,1,2,2,2) 9+3 7. Krzysztof Słaboń (Atlas Wrocław) (2,3,2,2,w) 9+2 8. Robert Kościecha (Unibax Toruń) (2,2,1,1,3) 9+u 9. Zbigniew Suchecki (ZKŻ Kronopol Zielona Góra) (0,2,3,w/u,2) 7 10. Robert Miśkowiak (Unia Leszno) (1,2,0,2,2) 7 11. Artur Mroczka (GTŻ Grudziądz) (2,1,1,1,1) 6 12. Marcel Kajzer (Kolejarz Rawicz) (3,0,1,0,1) 5 13. Tomasz Bajerski (SK Lokomotīve Dyneburg) (1,0,1,d,1) 3 14. Damian Sperz (GKŻ Lotos Gdańsk) (0,0,u,2,0) 2 15. Grzegorz Kłopot (PSŻ Milion Team Poznań) (0,1,-,-,-) 1 - NCD: Tomasz Chrzanowski w drugim wyścigu (64,46 s.) - Widzów: 1500 - Sędzia: Sławomir Jędraś (Olszyny). | Bieg po biegu: 1. Ząbik, Kościecha, Świderski, Suchecki 2. Chrzanowski, Knapp, Pietrzyk, Kłopot (d4) 3. Kajzer, Mroczka, Bajerski 4. Klecha, Słaboń, Miśkowiak, Sperz 5. Chrzanowski, Kościecha, Mroczka, Sperz 6. Pietrzyk, Klecha, Ząbik, Kajzer 7. Świderski, Miśkowiak, Knapp 8. Słaboń, Suchecki, Kłopot, Bajerski 9. Pietrzyk, Słaboń, Kościecha 10. Chrzanowski, Ząbik, Bajerski, Miśkowiak 11. Świderski, Klecha, Mroczka 12. Suchecki, Knapp, Kajzer, Sperz (w/u) 13. Klecha, Knapp, Kościecha, Bajerski (d4) 14. Ząbik, Sperz 15. Chrzanowski, Słaboń, Świderski, Kajzer 16. Pietrzyk, Miśkowiak, Mroczka, Suchecki (w/u) 17. Kościecha, Miśkowiak, Kajzer 18. Ząbik, Knapp, Mroczka, Słaboń (w/u) 19. Świderski, Pietrzyk, Bajerski, Sperz 20. Chrzanowski, Suchecki, Klecha Bieg dodatkowy o 6. miejsce: 21. Knapp, Słaboń, Kościecha |

### Krosno (2)
- 20 czerwca 2007 (17:00) - Krosno

Lista startowa:
1. Janusz Kołodziej (Unia Tarnów)
2. Marcin Rempała (Unia Tarnów)
3. Maciej Kuciapa (Stal Rzeszów)
4. Paweł Miesiąc (Stal Rzeszów)

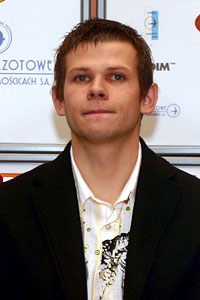
Janusz Kołodziej był mistrzem Polski w 2005.

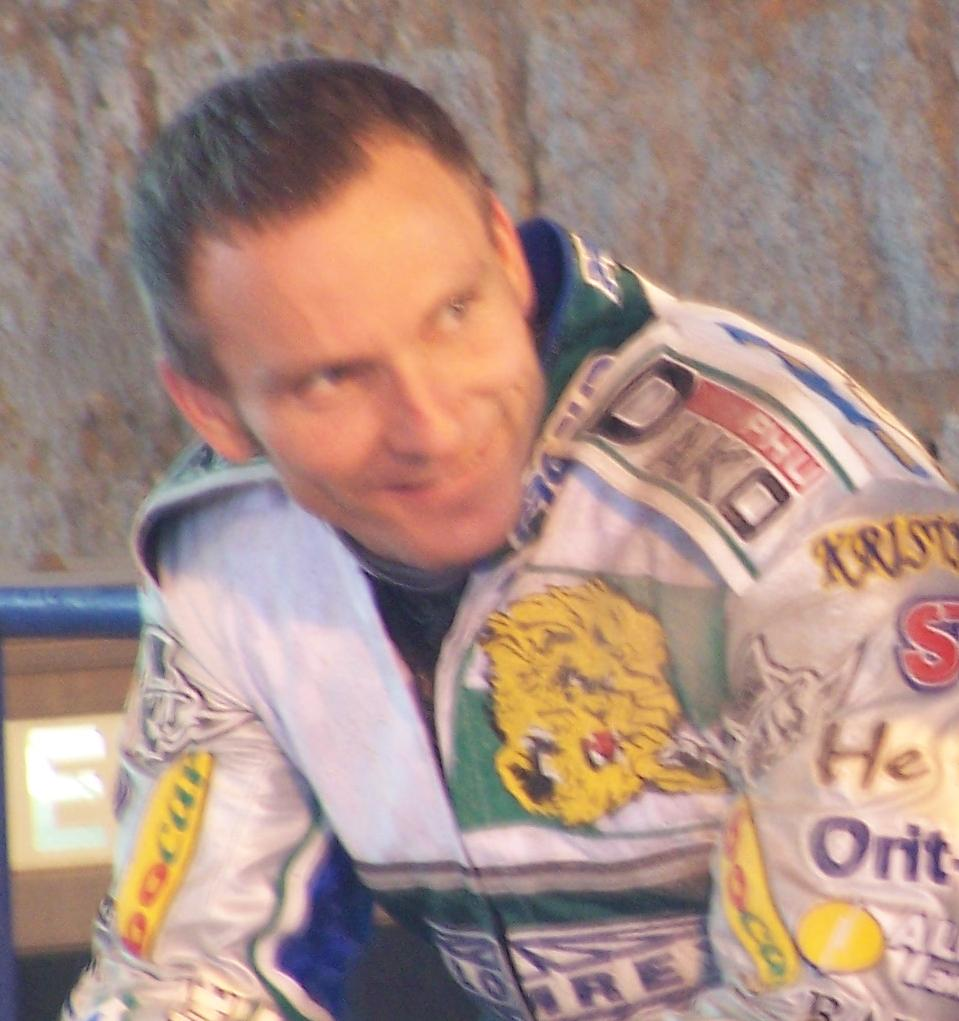
Sławomir Drabik był mistrzem Polski w 1991 i 1996.

5. Sławomir Drabik (Złomrex Włókniarz Częstochowa)
6. Tomasz Łukaszewicz (KSM Krosno)
7. Bartosz Kasprowiak (KSM Krosno)
8. Adam Pawliczek (Kolejarz Opole)
9. Stanisław Burza (Start Gniezno)
10. Tomasz Rempała (Start Gniezno)
11. Rafał Trojanowski (PSŻ Milion Team Poznań)
12. Roman Chromik (RKM Rybnik)
13. Tomasz Piszcz (TŻ Sipma Lublin)
14. Daniel Jeleniewski (TŻ Sipma Lublin)
15. Dawid Stachyra (TŻ Sipma Lublin)
16. Sebastian Trumiński (TŻ Sipma Lublin)
17. (R1) Robert Wardzała (Unia Tarnów)
18. (R2) Przemysław Dądela (KSM Krosno)
19. (R3) Piotr Jędrzejkiewicz (KSM Krosno)

Do półfinału w Rybniku awansuje 5 zawodników + 2 zawodników rezerwowych oraz rozstawieni po ubiegłorocznym finale Jarosław Hampel (Unia Leszno), Rafał Dobrucki (Marma Polskie Folie Rzeszów) i Jacek Rempała (Unia Tarnów).
| Klasyfikacja końcowa: 1. Sławomir Drabik (Złomrex Włókniarz Częstochowa) - (3,3,3,3,d) 12 2. Dawid Stachyra (TŻ Sipma Lublin) - (3,3,2,2,2) 12 3. Janusz Kołodziej (Unia Tarnów) - (3,0,2,3,3) 11 4. Sebastian Trumiński (TŻ Sipma Lublin) - (w,3,3,2,3,) 11 5. Tomasz Piszcz (TŻ Sipma Lublin) - (1,2,3,2,3) 11 6. Daniel Jeleniewski (TŻ Sipma Lublin) - (2,3,3,1,1) 10 7. Rafał Trojanowski (PSŻ Milion Team Poznań) - (2,d,1,3,3) 9 8. Paweł Miesiąc (Marma Polskie Folie Rzeszów) - (1,0,1,3,2) 7 9. Stanisław Burza (Start Gniezno) - (3,1,0,1,2) 7 10. Roman Chromik (RKM Rybnik) - (0,2,1,2,2) 7 11. Bartosz Kasprowiak (KSM Krosno) - (2,1,2,0,1) 6 12. Adam Pawliczek (Kolejarz Opole) - (1,1,2,1,1) 6 13. Maciej Kuciapa (Marma Polskie Folie Rzeszów) - (2,2,1,d,u) 5 14. Tomasz Rempała (Start Gniezno) - (1,2,0,1,0) 4 15. Piotr Jędrzejkiewicz (KSM Krosno) - (0,0,1) 1 16. Przemysław Dądela (KSM Krosno) - (0,0,0) 0 17. Marcin Rempała (Unia Tarnów) - (0,d,d,-,-) 0 18. Robert Wardzała (Unia Tarnów) - (0,d,-,-,-) 0 - NCD: (70,2) - w wyścigu 1 uzyskał Janusz Kołodziej (nowy rekord toru) - Widzów: ok. 1500 - Sędzia: Zdzisław Fyda (Kraków) | Bieg po biegu: 1. (70,2) Kołodziej, Kuciapa, Miesiąc, M.Rempała 2. (70,5) Drabik, Kasprowiak, Pawliczek, Wardzała 3. (71,0) Burza, Trojanowski, T.Rempała, Chromik 4. (71,2) Stachyra, Jeleniewski, Piszcz, Dądela, Trumiński (w/2min) 5. (71,3) Drabik, Piszcz, Burza, Kołodziej 6. (72,2) Jeleniewski, T.Rempała, M.Rempała (d1), Wardzała (d4) 7. (71,3) Stachyra, Kuciapa, Kasprowiak, Trojanowski (d4) 8. (72,2) Trumiński, Chromik, Pawliczek, Miesiąc 9. (72,0) Trumiński, Kołodziej, Trojanowski, Jędrzejkiewicz 10. (71,5) Drabik, Stachyra, Chromik, M.Rempała (d4) 11. (71,6) Jeleniewski, Pawliczek, Kuciapa, Burza 12. (72,5) Piszcz, Kasprowiak, Miesiąc, T.Rempała 13. (72,6) Kołodziej, Chromik, Jeleniewski, Kasprowiak 14. (72,5) Trojanowski, Piszcz, Pawliczek, Dądela 15. (72,6) Drabik, Trumiński, T.Rempała, Kuciapa (d/3) 16. (71,9) Miesiąc, Stachyra, Burza, Jędrzejkiewicz 17. (73,2) Kołodziej, Stachyra, Pawliczek, T.Rempała 18. (73,2) Trumiński, Burza, Kasprowiak, Dądela 19. (72,4) Piszcz, Chromik, Jędrzejkiewicz, Kuciapa (u/2) 20. (72,4) Trojanowski, Miesiąc, Jeleniewski, Drabik (d/start) |

### Łódź (3)
- 20 czerwca 2007 (17:00) - Łódź

Lista startowa:
1. Damian Baliński (Unia Leszno)
2. Krzysztof Kasprzak (Unia Leszno)
3. Robert Kasprzak (Unia Leszno)
4. Jacek Gollob (Unia Tarnów)

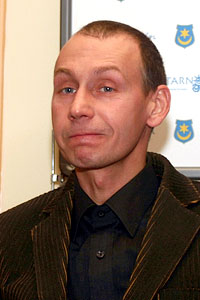
Jacek Gollob był mistrzem Polski w 1998 i 2000.

5. Rafał Okoniewski (Polonia Bydgoszcz)
6. Mariusz Staszewski (Polonia Bydgoszcz)
7. Marcin Jędrzejewski (Polonia Bydgoszcz)
8. Piotr Świst (Polonia Bydgoszcz)
9. Paweł Hlib (Stal Gorzów)
10. Norbert Kościuch (PSŻ Milion Team Poznań)
11. Andrzej Huszcza (PSŻ Milion Team Poznań)
12. Mirosław Jabłoński (Start Gniezno)
13. Paweł Staszek (GTŻ Grudziądz)
14. Adam Czechowicz (Kolejarz Opole)
15. Mariusz Puszakowski (GTŻ Grudziądz)
16. Piotr Rembas (Kolejarz Opole)
17. (R1) Wojciech Druchniak (RKM Rybnik)
18. (R2) Rafał Chiński ((Orzeł Łódź)
19. (R3) Adrian Płuska (Kolejarz Rawicz)
20. (R4) Wojciech Żurawski (Orzeł Łódź)

Do półfinału w Zielonej Górze awansuje 6 zawodników + 2 zawodników rezerwowych oraz rozstawieni po ubiegłorocznym finale Tomasz Gollob (Unia Tarnów) i Krzysztof Jabłoński (GKŻ Lotos Gdańsk).
| Klasyfikacja końcowa: 1. Krzysztof Kasprzak (Unia Leszno) - 14 (3,3,3,2,3) 2. Rafał Okoniewski (Polonia Bydgoszcz) - 14 (3,3,2,3,3) 3. Mariusz Staszewski (Polonia Bydgoszcz) - 12 (2,2,3,3,2) 4. Paweł Staszek (GTŻ Grudziądz) - 11 (1,1,3,3,3) 5. Damian Baliński (Unia Leszno) - 10 (2,2,2,3,1) 6. Piotr Rembas (Kolejarz Opole) - 10 (2,3,1,2,2) 7. Marcin Jędrzejewski (Polonia Bydgoszcz) - 9 (1,3,2,2,1) 8. Mariusz Puszakowski (GTŻ Grudziądz) - 8 (3,0,d,2,3) 9. Wojciech Druchniak (RKM Rybnik) - 7 (0,2,3,0,2) 10. Mirosław Jabłoński (Start Gniezno) - 6 (3,1,1,d,1) 11. Andrzej Huszcza (PSŻ Milion Team Poznań) - 6 (2,1,0,1,2) 12. Rafał Chiński (Orzeł Łódź) - 5 (1,2,1,1,0) 13. Adam Czechowicz (Kolejarz Opole) - 5 (d,1,2,1,1) - NCD – Krzysztof Kasprzak (68,2) w 1. biegu. - Sędziował – K. Woźniak - Widzów - ok. 500 | Bieg po biegu: 1. (68,2) Kasprzak, Baliński, Chiński 2. (69,1) Okoniewski, Staszewski, Jędrzejewski, Druchniak 3. (70,1) Jabłoński, Huszcza 4. (71,3) Puszakowski, Rembas, Staszek, Czechowicz (d4) 5. (68,8) Okoniewski, Baliński, Staszek 6. (69,9) Kasprzak, Staszewski, Czechowicz 7. (70,5) Jędrzejewski, Chiński, Huszcza, Puszakowski 8. (72,4) Rembas, Druchniak, Jabłoński 9. (69,4) Staszewski, Baliński, Rembas, Huszcza 10. (69,3) Kasprzak, Okoniewski, Jabłoński, Puszakowski (d4) 11. (72,3) Druchniak, Czechowicz, Chiński 12. (71,1) Staszek, Jędrzejewski 13. (70,6) Baliński, Jędrzejewski, Czechowicz, Jabłoński (d4) 14. (69,5) Staszek, Kasprzak, Huszcza, Druchniak 15. (70,5) Okoniewski, Rembas, Chiński 16. (72,3) Staszewski, Puszakowski 17. (72,8) Puszakowski, Druchniak, Baliński 18. (69,9) Kasprzak, Rembas, Jędrzejewski 19. (70,2) Staszek, Staszewski, Jabłoński, Chiński 20. (70,8) Okoniewski, Huszcza, Czechowicz |

### Ostrów Wlkp. (4)

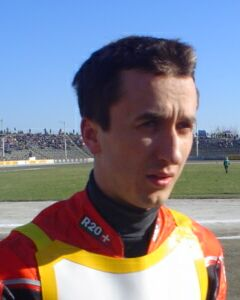
Grzegorz Walasek był mistrzem Polski w 2004.

- 20 czerwca 2007 (18:00) - Ostrów Wlkp.

Lista startowa:
1. Grzegorz Walasek (ZKŻ Kronopol Zielona Góra)
2. Grzegorz Zengota (ZKŻ Kronopol Zielona Góra) Adam Kajoch (Unia Leszno)
3. Adrian Miedziński (Unibax Toruń)
4. Dawid Cieślewicz (Start Gniezno)
5. Mateusz Szczepaniak (Złomrex Włókniarz Częstochowa)
6. Michał Szczepaniak (Polonia Bydgoszcz)
7. Mateusz Jurga (Unia Leszno)
8. Piotr Dym (Kolejarz Rawicz)
9. Mariusz Węgrzyk (Intar Lazur Ostrów)
10. Łukasz Jankowski (Intar Lazur Ostrów)
11. Sebastian Brucheiser (Intar Lazur Ostrów)
12. Marcin Sekula (Kolejarz Opole)
13. Adam Skórnicki (PSŻ Milion Team Poznań)
14. Tomasz Gapiński (Atlas Wrocław)
15. Tomasz Jędrzejak (Atlas Wrocław)
16. Ronnie Jamroży (GTŻ Grudziądz)
(R1) Adam Kajoch (Unia Leszno)
17. (R1) Marcin Liberski (Intar Lazur Ostrów)
18. (R2) Emil Idziorek (Intar Lazur Ostrów)
19. (R3) Karol Sroka (Intar Lazur Ostrów)

Do półfinału w Zielonej Górze awansuje 6 zawodników + 2 zawodników rezerwowych oraz rozstawieni po ubiegłorocznym finale Wiesław Jaguś (Unibax Toruń) i Piotr Protasiewicz (ZKŻ Kronopol Zielona Góra).
| Klasyfikacja końcowa: 1. Michał Szczepaniak (Polonia Bydgoszcz) - (3,2,3,3,3) 14 2. Grzegorz Walasek (ZKŻ Kronopol Zielona Góra) - (3,3,2,3,3) 14 3. Tomasz Jędrzejak (Atlas Wrocław) - (3,3,3,1,1) 11 4. Mariusz Węgrzyk (Intar Lazur Ostrów) - (3,1,2,2,3) 11 5. Adam Skórnicki (PSŻ Milion Team Poznań) - (2,2,2,3,2) 11 6. Mateusz Szczepaniak (Złomrex Włókniarz Częstochowa) - (2,0,2,2,3) 9+3 7. Łukasz Jankowski (Intar Lazur Ostrów) - (2,1,3,3,0) 9+2 8. Piotr Dym (Kolejarz Rawicz) - (1,3,1,2,2) 9+1 9. Tomasz Gapiński (Atlas Wrocław) - (d,3,3,d,-) 6 10. Adam Kajoch (Unia Leszno) - (2,0,1,1,2) 6 11. Sebastian Brucheiser (Intar Lazur Ostrów) - (1,2,1,0,2) 6 12. Dawid Cieślewicz (Start Gniezno) - (0,2,1,0,1) 4 13. Ronnie Jamroży (GTŻ Grudziądz) - (1,1,0,1,1) 4 14. Marcin Liberski (Intar Lazur Ostrów) - (1,1,0,0,1) 3 15. Marcin Sekula (Kolejarz Opole) - (0,0,0,2,d) 2 16. Mateusz Jurga (Unia Leszno) - (0,0,0,1,0) 1 17. Emil Idziorek (Intar Lazur Ostrów) - (0) 0 18. Karol Sroka (Intar Lazur Ostrów) – NS - Sędzia: Jerzy Najwer (Gliwice) - Widzów: ok. 1000 | Bieg po biegu: 1. Walasek (65,96), Kajoch, Liberski, Cieślewicz 2. Mi.Szczepaniak (65,16), Mat.Szczepaniak, Dym, Jurga 3. Węgrzyk (65,60), Jankowski, Brucheiser, Sekula 4. Jędrzejak (66,31), Skórnicki, Jamroży, Gapiński (d2) 5. Walasek (65,46), Skórnicki, Węgrzyk, Mat.Szczepaniak 6. Gapiński (65,95), Mi.Szczepaniak, Jankowski, Kajoch 7. Jędrzejak (66,67), Brucheiser, Liberski, Jurga 8. Dym (67,28), Cieślewicz, Jamroży, Sekula 9. Mi.Szczepaniak (65,88), Walasek, Brucheiser, Jamroży 10. Jędrzejak (67,13), Mat.Szczepaniak, Kajoch, Sekula 11. Gapiński (67,47), Węgrzyk, Dym, Liberski 12. Jankowski (67,59), Skórnicki, Cieślewicz, Jurga 13. Walasek (68,65), Sekula, Jurga, Gapiński (d1) 14. Skórnicki (68,20), Dym, Kajoch, Brucheiser 15. Jankowski (67,24), Mat.Szczepaniak, Jamroży, Liberski 16. Mi.Szczepaniak (67,33), Węgrzyk, Jędrzejak, Cieślewicz 17. Walasek (67,67), Dym, Jędrzejak, Jankowsk 18. Węgrzyk (66,86), Kajoch, Jamroży, Jurga 19. Mi.Szczepaniak (67,26), Skórnicki, Liberski, Sekula (d4) 20. Mat.Szczepaniak (68,29), Brucheiser, Cieślewicz, Idziorek Bieg o miejsca 6-8: 21. Mat.Szczepaniak (B) (67,78), Jankowski (A), Dym (C) |

## Półfinały

### Rybnik (1)
- 25 lipca 2007 (Żałoba narodowa) → 8 sierpnia 2007 (18:00) - Rybnik

Lista startowa:
1. Janusz Kołodziej (Unia Tarnów)
2. Karol Ząbik (Unibax Toruń)
3. Artur Pietrzyk (GKŻ Lotos Gdańsk)
4. Sebastian Trumiński (TŻ Sipma Lublin)
5. Dawid Stachyra (TŻ Sipma Lublin)
6. Piotr Świderski (ZKŻ Kronopol Zielona Góra)
7. Grzegorz Knapp (GKŻ Lotos Gdańsk)
8. Rune Holta (Unia Tarnów)
9. Krystian Klecha (Polonia Bydgoszcz)
10. Sebastian Ułamek (Złomrex Włókniarz Częstochowa)
11. Sławomir Drabik (Złomrex Włókniarz Częstochowa)
12. Tomasz Piszcz (TŻ Sipma Lublin)
13. Jarosław Hampel (Unia Leszno)
14. Rafał Dobrucki (Marma Polskie Folie Rzeszów)
15. Jacek Rempała (Unia Tarnów)
16. Tomasz Chrzanowski (GKŻ Lotos Gdańsk)
17. (R1) Krzysztof Słaboń (Atlas Wrocław)
18. (R2) Daniel Jeleniewski (TŻ Sipma Lublin)

Do finału awans otrzymało 8 zawodników + 2 zawodników rezerwowych.
| Klasyfikacja końcowa: 1. Daniel Jeleniewski (Lublin) – 11 (0,3,3,2,3) 2. Rafał Dobrucki (Rzeszów) – 11 (2,3,w,3,3) 3. Piotr Świderski (Zielona Góra) – 11 (2,2,3,2,2) 4. Rune Holta (Tarnów) – 10 (0,3,3,1,3) 5. Janusz Kołodziej (Tarnów) – 10 (3,2,1,2,2) 6. Sebastian Ułamek (Częstochowa) – 9 (3,1,2,3,0) 7. Jacek Rempała (Tarnów) – 9 (3,1,3,1,1) 8. Krystian Klecha (Bydgoszcz) – 9 (2,0,2,3,2) 9. Karol Ząbik (Toruń) – 8 (1,0,1,3,3) 10. Dawid Stachyra (Lublin) – 7 (3,1,0,1,2) 11. Sławomir Drabik (Częstochowa) – 7 (1,3,2,0,1) 12. Tomasz Chrzanowski (Gdańsk) – 6 (1,2,0,2,1) 13. Grzegorz Knapp (Gdańsk) – 4 (1,2,0,1,0) 14. Sebastian Trumiński (Lublin) – 4 (2,1,1,0,d) 15. Tomasz Piszcz (Lublin) – 3 (0,0,2,0,1) 16. Artur Pietrzyk (Gdańsk) – 0 (0,0,d,-,-) 17. Krzysztof Słaboń (Wrocław) – 0 (w/2min,-) - NCD: 65,69 s – Dawid Stachyra w biegu 2. - Sędziował: Artur Kuśmierz (Częstochowa) - Widzów: 1500 | Bieg po biegu: 1. Kołodziej (66,41), Trumiński, Ząbik, Pietrzyk 2. Stachyra (65,69 – NCD), Świderski, Knapp, Holta 3. Ułamek (66,18), Klecha, Drabik, Piszcz 4. Rempała (66,53), Dobrucki, Chrzanowski, Jeleniewski 5. Jeleniewski (65,97), Kołodziej, Stachyra, Klecha 6. Dobrucki (65,80), Świderski, Ułamek, Ząbik 7. Drabik (66,47), Knapp, Rempała, Pietrzyk 8. Holta (66,39), Chrzanowski, Trumiński, Piszcz 9. Świderski (65,83), Drabik, Kołodziej, Chrzanowski 10. Rempała (66,68), Piszcz, Ząbik, Stachyra 11. Holta (66,67), Klecha, Pietrzyk (d3), Dobrucki (w/su) 12. Jeleniewski (66,21), Ułamek, Trumiński, Knapp 13. Dobrucki (66,86), Kołodziej, Knapp, Piszcz 14. Ząbik (66,97), Jeleniewski, Holta, Drabik 15. Ułamek (66,71), Chrzanowski, Stachyra, Słaboń (w/2min) 16. Klecha (67,49), Świderski, Rempała, Trumiński 17. Holta (66,73), Kołodziej, Rempała, Ułamek 18. Ząbik (66,95), Klecha, Chrzanowski, Knapp 19. Jeleniewski (66,53), Świderski, Piszcz, Słaboń (ns) 20. Dobrucki (66,61), Stachyra, Drabik, Trumiński (d4) |

### Zielona Góra (2)
- 25 lipca 2007 (Żałoba narodowa) → 8 sierpnia 2007 (20:00)- Zielona Góra

Lista startowa:
1. Tomasz Gollob (Unia Tarnów)
2. Piotr Rembas (Kolejarz Opole) nie przybył na zawody
Marcin Jędrzejewski (Polonia Bydgoszcz)
3. Krzysztof Jabłoński (GKŻ Lotos Gdańsk)
4. Piotr Protasiewicz (ZKŻ Kronopol Zielona Góra)
5. Tomasz Jędrzejak (Atlas Wrocław)
6. Paweł Staszek (GTŻ Grudziądz)
7. Wiesław Jaguś (Unibax Toruń)
8. Michał Szczepaniak (Polonia Bydgoszcz)
9. Grzegorz Walasek (ZKŻ Kronopol Zielona Góra)
10. Damian Baliński (Unia Leszno)
11. Krzysztof Kasprzak (Unia Leszno)
12. Rafał Okoniewski (Polonia Bydgoszcz)
13. Mateusz Szczepaniak (Złomrex Włókniarz Częstochowa)
14. Mariusz Staszewski (Polonia Bydgoszcz)
15. Mariusz Węgrzyk (Intar Lazur Ostrów Wlkp.)
16. Adam Skórnicki (PSŻ Milion Team Poznań)
17. (R1) Marcin Jędrzejewski (Polonia Bydgoszcz)
(R2) (R1) Łukasz Jankowski (Intar Lazur Ostrów Wlkp.)
18. (R2) Adam Kulczyński (ZKŻ Kronopol Zielona Góra)

Do finału awans otrzymało 8 zawodników + 2 zawodników rezerwowych.
| Klasyfikacja końcowa: 1. Wiesław Jaguś (Toruń) - (2,3,3,3,2) 13 2. Tomasz Gollob (Tarnów) - (2,3,3,2,3) 13 3. Rafał Okoniewski (Bydgoszcz) - (2,3,3,1,3) 12 4. Grzegorz Walasek (Zielona Góra) - (1,1,3,3,3) 11 5. Piotr Protasiewicz (Zielona Góra) - (3,2,d,2,3) 10 6. Tomasz Jędrzejak (Wrocław) - (3,0,2,2,2) 9 7. Adam Skórnicki (Poznań) - (2,1,2,3,1) 9 8. Damian Baliński (Leszno) - (3,3,2,0,w) 8+3 9. Mariusz Węgrzyk (Ostrów Wlkp.) - (3,2,1,1,1) 8+2 10. Krzysztof Jabłoński (Gdańsk) - (1,1,2,1,2) 7 11. Michał Szczepaniak (Bydgoszcz) - (1,0,t,3,2) 6 12. Mateusz Szczepaniak (Częstochowa) - (0,2,1,2,1) 6 13. Mariusz Staszewski (Bydgoszcz) - (1,2,1,0,1) 5 14. Marcin Jędrzejewski (Bydgoszcz) - (0,1,d,0,0) 1 15. Krzysztof Kasprzak (Leszno) - (0,d,1,-,-) 1 16. Adam Kulczyński (ZKŻ Kronopol Zielona Góra) – (1,0) 1 17. Paweł Staszek (Grudziądz) - (0,0,d,0,-) 0 18. Łukasz Jankowski (Intar Lazur Ostrów) – (d,0) 0 - Widzów - ok. 5,5 tys. - Sędziował - Leszek Demski (Ostrów) - NCD - Wiesław Jaguś (60.75) w biegu 13. | Bieg po biegu: 1. Protasiewicz (61.04), Gollob, Jabłoński, Jędrzejewski 2. Jędrzejak (61.94), Jaguś, Mi.Szczepaniak, Staszek 3. Baliński (61.60), Okoniewski, Walasek, Kasprzak 4. Węgrzyk (61.81), Skórnicki, Staszewski, Mat.Szczepaniak 5. Gollob (61.29), Mat.Szczepaniak, Walasek, Jędrzejak 6. Baliński (61.87), Staszewski, Jędrzejewski, Staszek 7. Jaguś (61.59), Węgrzyk, Jabłoński, Kasprzak (d/4) 8. Okoniewski (61.47), Protasiewicz, Skórnicki, Mi.Szczepaniak 9. Gollob (62.00), Skórnicki, Kasprzak, Staszek (d/4) 10. Okoniewski (61.90), Jędrzejak, Węgrzyk, Jędrzejewski (d/4) 11. Walasek (61.75), Jabłoński, Staszewski, Jankowski (d/start), Mi.Szczepaniak (t) 12. Jaguś (61.10), Baliński, Mat.Szczepaniak, Protasiewicz (d/1) 13. Jaguś (60.75 - NCD), Gollob, Okoniewski, Staszewski 14. Mi.Szczepaniak (63.50), Mat.Szczepaniak, Kulczyński, Jędrzejewski 15. Skórnicki (62.37), Jędrzejak, Jabłoński, Baliński 16. Walasek (60.97), Protasiewicz, Węgrzyk, Staszek (d/4) 17. Gollob (61.94), Mi.Szczepaniak, Węgrzyk, Baliński (w/su) 18. Walasek (61.87), Jaguś, Skórnicki, Jędrzejewski 19. Okoniewski (61.52), Jabłoński, Mat.Szczepaniak, Jankowski (d/start) 20. Protasiewicz (62.19), Jędrzejak, Staszewski, Kulczyński Bieg dodatkowy o 8. miejsce: 21. Baliński (63.53), Węgrzyk |

## Finał

### Wrocław
- 15 sierpnia 2007 - Wrocław

Lista startowa:
1. Rune Holta (Unia Tarnów)
2. Grzegorz Walasek (ZKŻ Kronopol Zielona Góra)
3. Piotr Świderski (ZKŻ Kronopol Zielona Góra)
4. Janusz Kołodziej (Unia Tarnów)
5. Wiesław Jaguś (Unibax Toruń)
6. Piotr Protasiewicz (ZKŻ Kronopol Zielona Góra)
7. Jacek Rempała (Unia Tarnów)
8. Tomasz Jędrzejak (Atlas Wrocław)
9. Tomasz Gollob (Unia Tarnów)
10. Sebastian Ułamek (Złomrex Włókniarz Częstochowa)
11. Rafał Okoniewski (Polonia Bydgoszcz)
12. Rafał Dobrucki (Marma Polskie Folie Rzeszów)
13. Damian Baliński (Unia Leszno)
14. Daniel Jeleniewski (TŻ Sipma Lublin)
15. Adam Skórnicki (PSŻ Milion Team Poznań)
16. Krystian Klecha (Polonia Bydgoszcz)
17. (R1) Karol Ząbik (Unibax Toruń) nie przybył na zawody
18. (R2) (R1) Mariusz Węgrzyk (Intar Lazur Ostrów Wlkp.)

- NCD: 65,2 s - Rafał Okoniewski w 7. biegu
- Sędziował: Maciej Spychała (Opole)
- Widzów: ok. 7 tys.

| 1 | (1) Rune Holta (TAR)          | 14  | 3 |   |   |   | 3 |   |   |   | 3 |    |    |    | 2  |    |    |    | 3  |    |    |    | 14   | 1   |    |
| 2 | (9) Tomasz Gollob (TAR)       | 11  |   |   | 2 |   | 1 |   |   |   |   |    | 2  |    |    |    |    | 3  |    | 3  |    |    | 11   | 2   | 3  |
| 3 | (13) Damian Baliński (LES)    | 11  |   |   |   | 2 | 2 |   |   |   |   |    |    | 3  |    | 2  |    |    |    |    | 2  |    | 11   | 3   | 2  |
| 4 | (14) Daniel Jeleniewski (LUB) | 9   |   |   |   | t |   | 3 |   |   |   |    | 3  |    | 3  |    |    |    |    |    |    | 0  | 9    | 4   |    |
| 5 | (12) Rafał Dobrucki (RZE)     | 9   |   |   | 1 |   |   |   |   | 1 |   | 3  |    |    | 1  |    |    |    |    |    | 3  |    | 9    | 5   |    |
| 6 | (4) Janusz Kołodziej (TAR)    | 9   | 2 |   |   |   |   |   |   | 3 |   |    |    | 1  |    |    |    | 2  |    |    |    | 1  | 9    | 6   |    |
| 7 | (16) Krystian Klecha (BYD)    | 9   |   |   |   | 1 |   |   |   | 2 | 1 |    |    |    |    |    | 3  |    |    | 2  |    |    | 9    | 7   |    |
| 8 | (2) Grzegorz Walasek (ZIE)    | 9   | 1 |   |   |   |   | 2 |   |   |   | 2  |    |    |    | 3  |    |    |    | 1  |    |    | 9    | 8   |    |
| 9 | (10) Sebastian Ułamek (CZE)   | 8   |   |   | 3 |   |   | 0 |   |   |   |    |    | 2  |    |    | 1  |    | 2  |    |    |    | 8    | 9   |    |
| 10 | (6) Piotr Protasiewicz (ZIE)  | 7   |   | 3 |   |   |   | 1 |   |   | 2 |    |    |    |    |    |    | 1  |    |    | d  |    | 7    | 10  |    |
| 11 | (11) Rafał Okoniewski (BYD)   | 6   |   |   | 0 |   |   |   | 3 |   | w |    |    |    |    | 0  |    |    |    |    |    | 3  | 6    | 11  |    |
| 12 | (15) Adam Skórnicki (POZ)     | 6   |   |   |   | 3 |   |   | 2 |   |   | 1  |    |    |    |    |    | 0  | u  |    |    |    | 6    | 12  |    |
| 13 | (5) Wiesław Jaguś (TOR)       | 6   |   | 2 |   |   | 0 |   |   |   |   | 0  |    |    |    |    | 2  |    |    |    |    | 2  | 6    | 13  |    |
| 14 | (8) Tomasz Jędrzejak (WRO)    | 4   |   | 1 |   |   |   |   |   | 0 |   |    | 1  |    |    | 1  |    |    | 1  |    |    |    | 4    | 14  |    |
| 15 | (3) Piotr Świderski (ZIE)     | 2   | 0 |   |   |   |   |   | 1 |   |   |    | 0  |    |    |    | 0  |    |    |    | 1  |    | 2    | 15  |    |
| 16 | (7) Jacek Rempała (TAR)       | 0   |   | 0 |   |   |   |   | d |   |   |    |    | 0  | 0  |    |    |    |    | ns |    |    | 0    | 16  |    |
| 17 | (17) Mariusz Węgrzyk (OST)    | 0   |   |   |   | d |   |   |   |   |   |    |    |    |    |    |    |    |    | 0  |    |    | 0    | 17  |    |
| Msc | Zawodnik                      | Pkt | 1 | 2 | 3 | 4 | 5 | 6 | 7 | 8 | 9 | 10 | 11 | 12 | 13 | 14 | 15 | 16 | 17 | 18 | 19 | 20 | Suma | Msc | 21 |
| d - defekt • w - wykluczenie • c - czas 2 minut • t - taśma • ns - nie startował • nk - niesklasyfikowany |                               |     |   |   |   |   |   |   |   |   |   |    |    |    |    |    |    |    |    |    |    |    |      |     |    |

| tor A - wewnętrzny | tor B | tor C | tor D - zewnętrzny |